# 魚料理の一覧
以下に魚料理の一覧（さかなりょうりのいちらん）を示す。以下の一覧においては、各料理名はその英語表記に基づいたアルファベット順で並んでいることに注意されたい。

## 魚料理

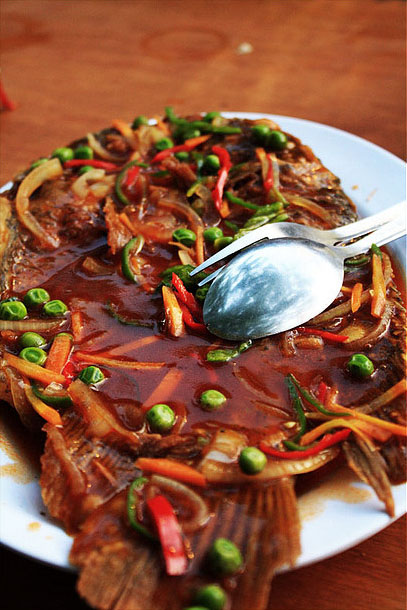
巨大なグラミーのアサムペダス

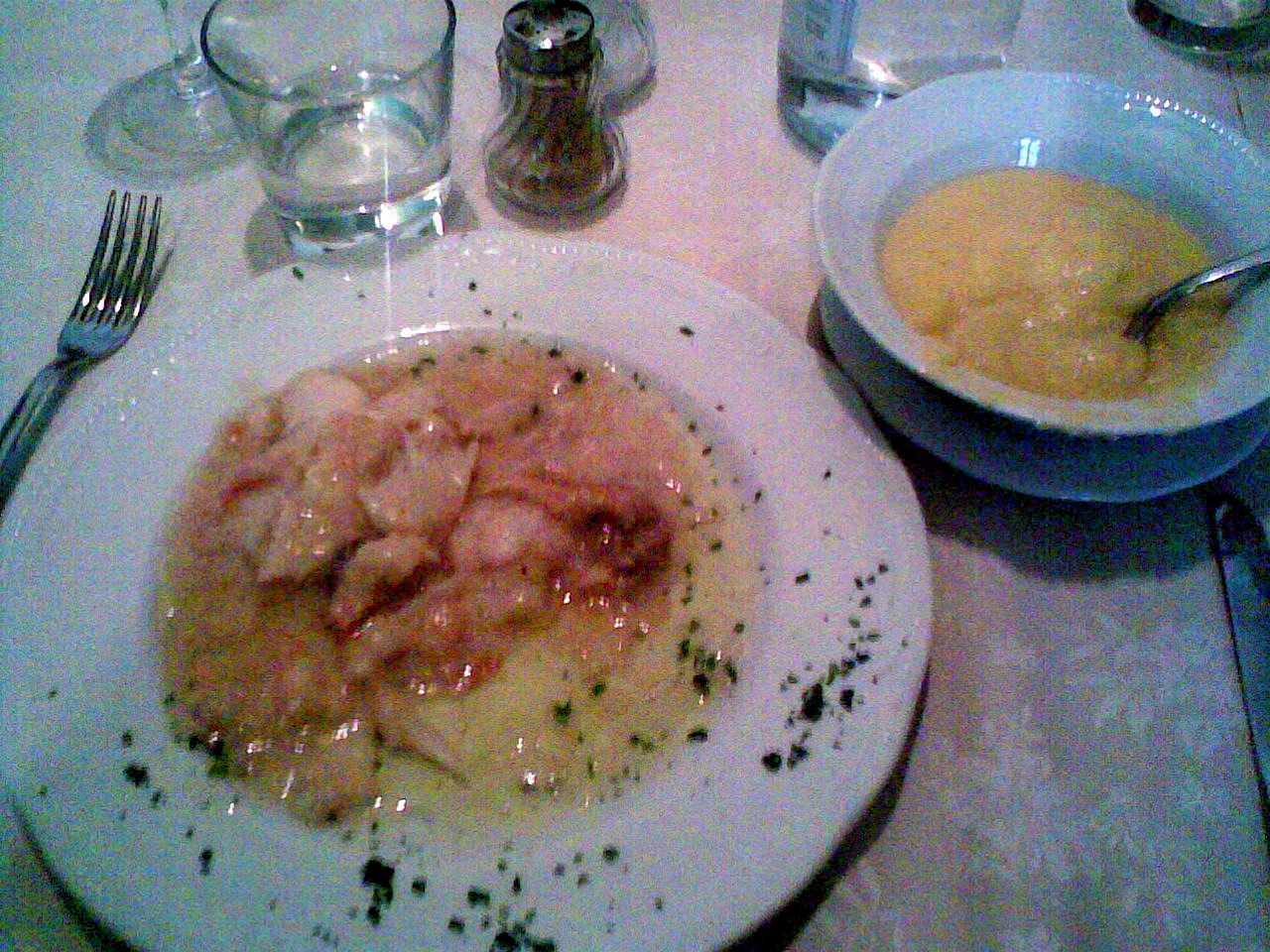
ヴェネツィア発祥の料理、Baccalà alla Vicentina

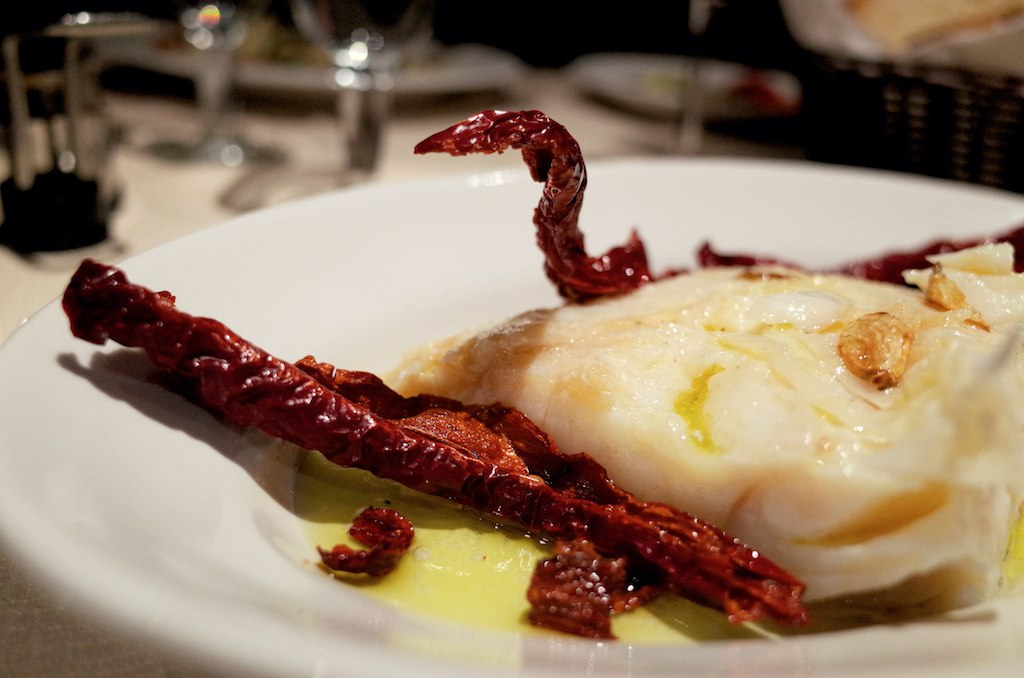
バジリカータ州の伝統料理、Baccalàallalucana

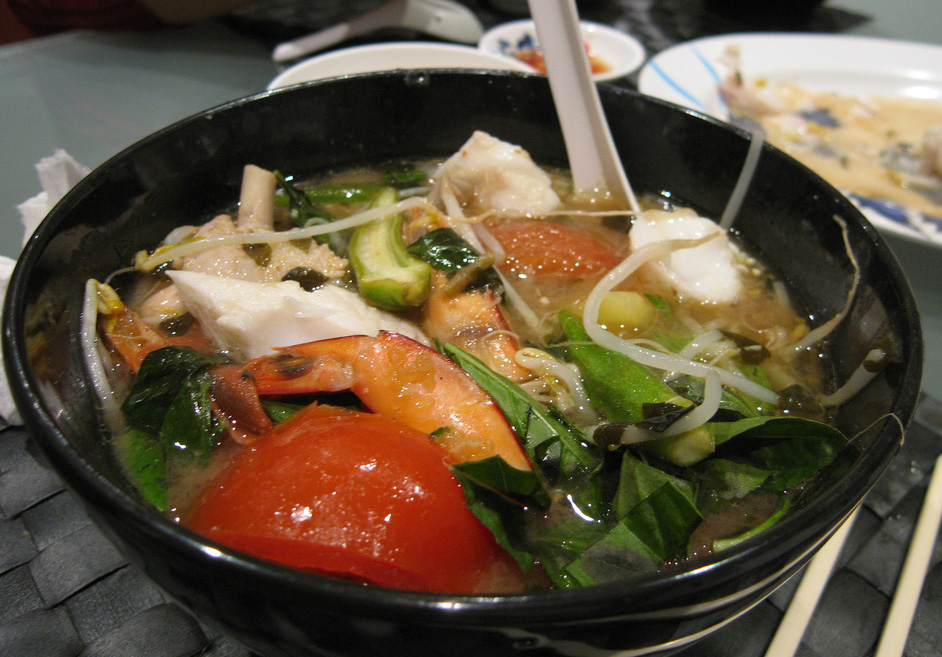
写真はカインチュア。ベトナム南部のメコンデルタ地域発祥のの酸味のあるスープで、大抵はメコン川デルタでとれた魚を主たる材料とする。

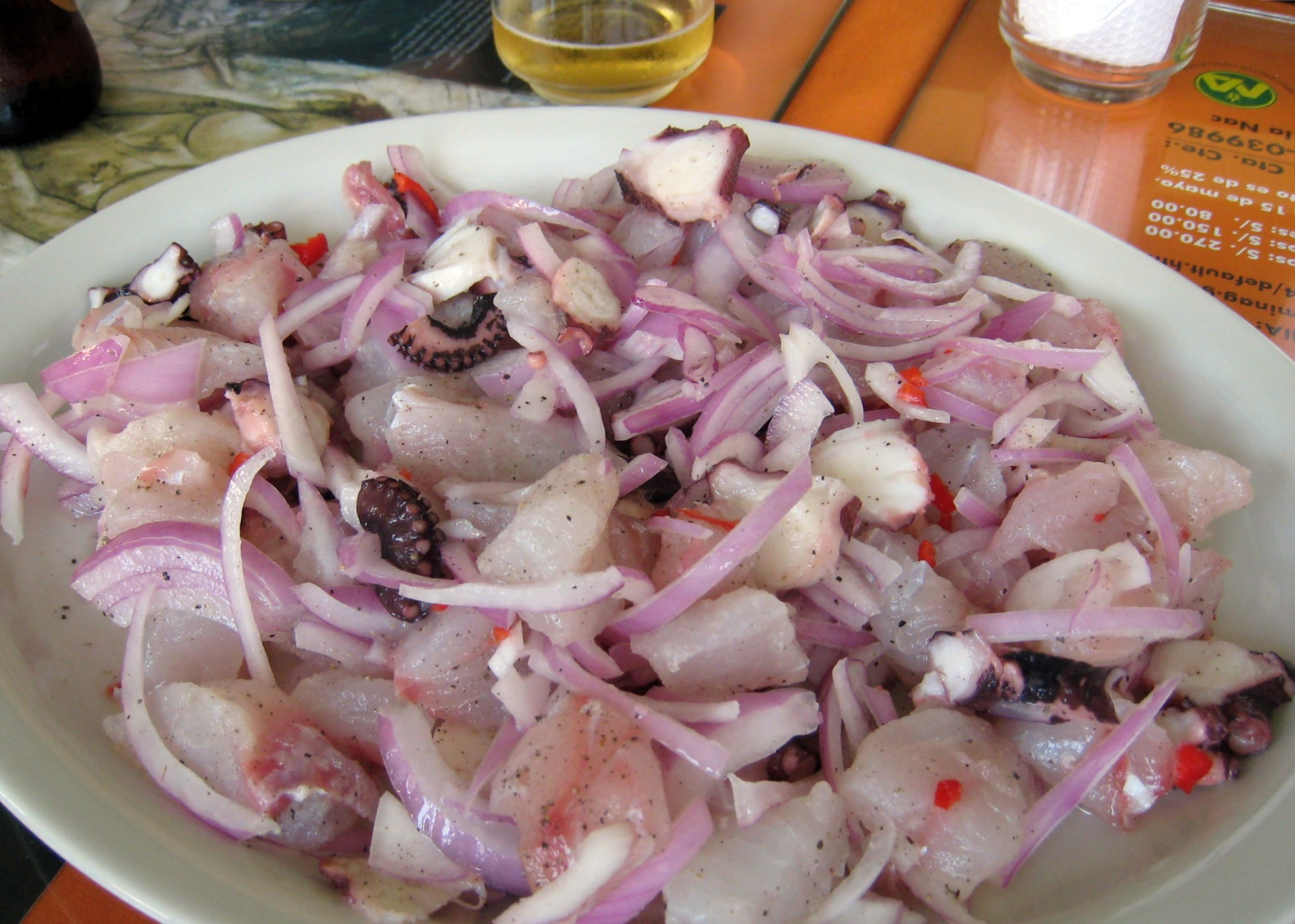
セビチェ

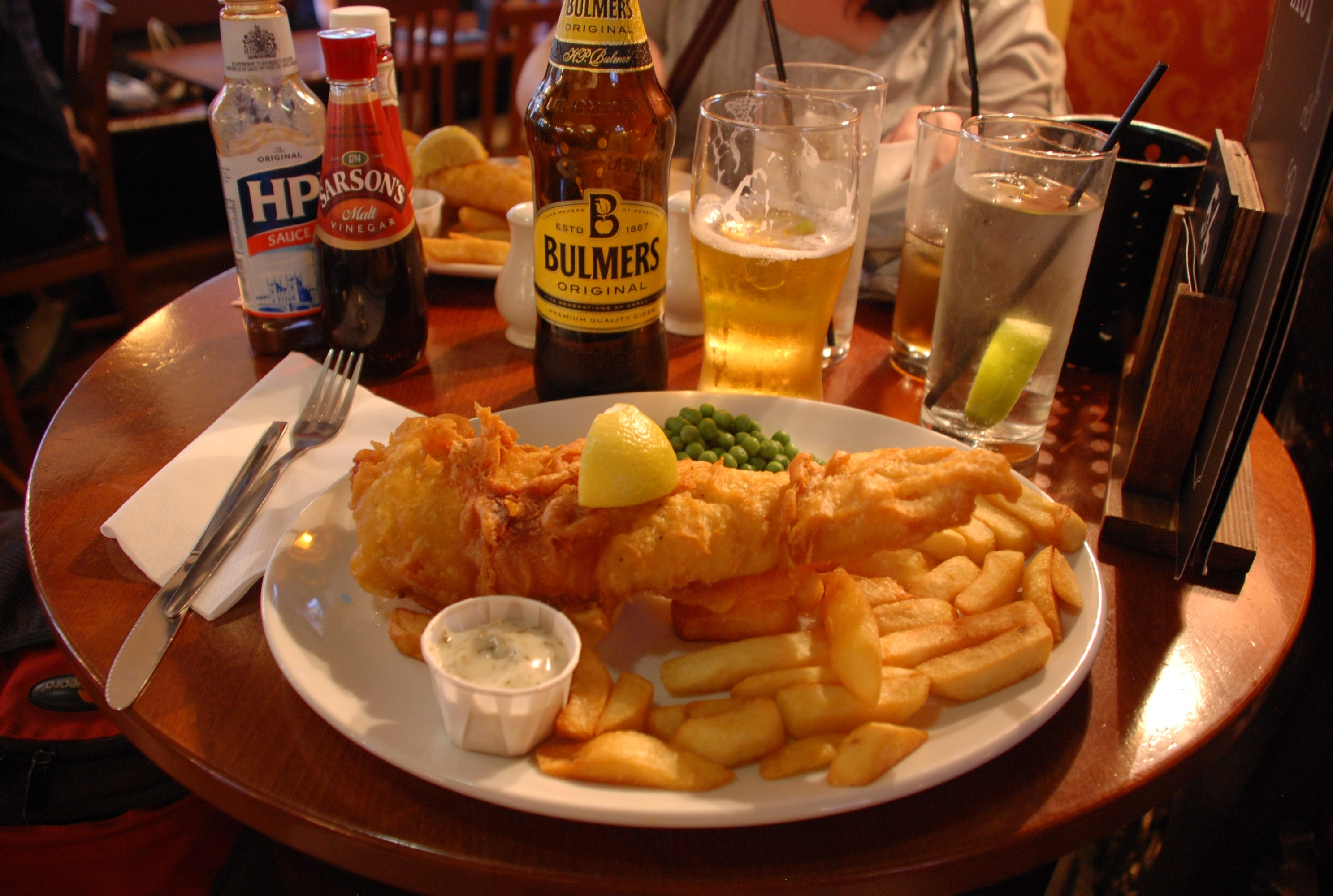
スコットランド、エジンバラのフィッシュアンドチップス

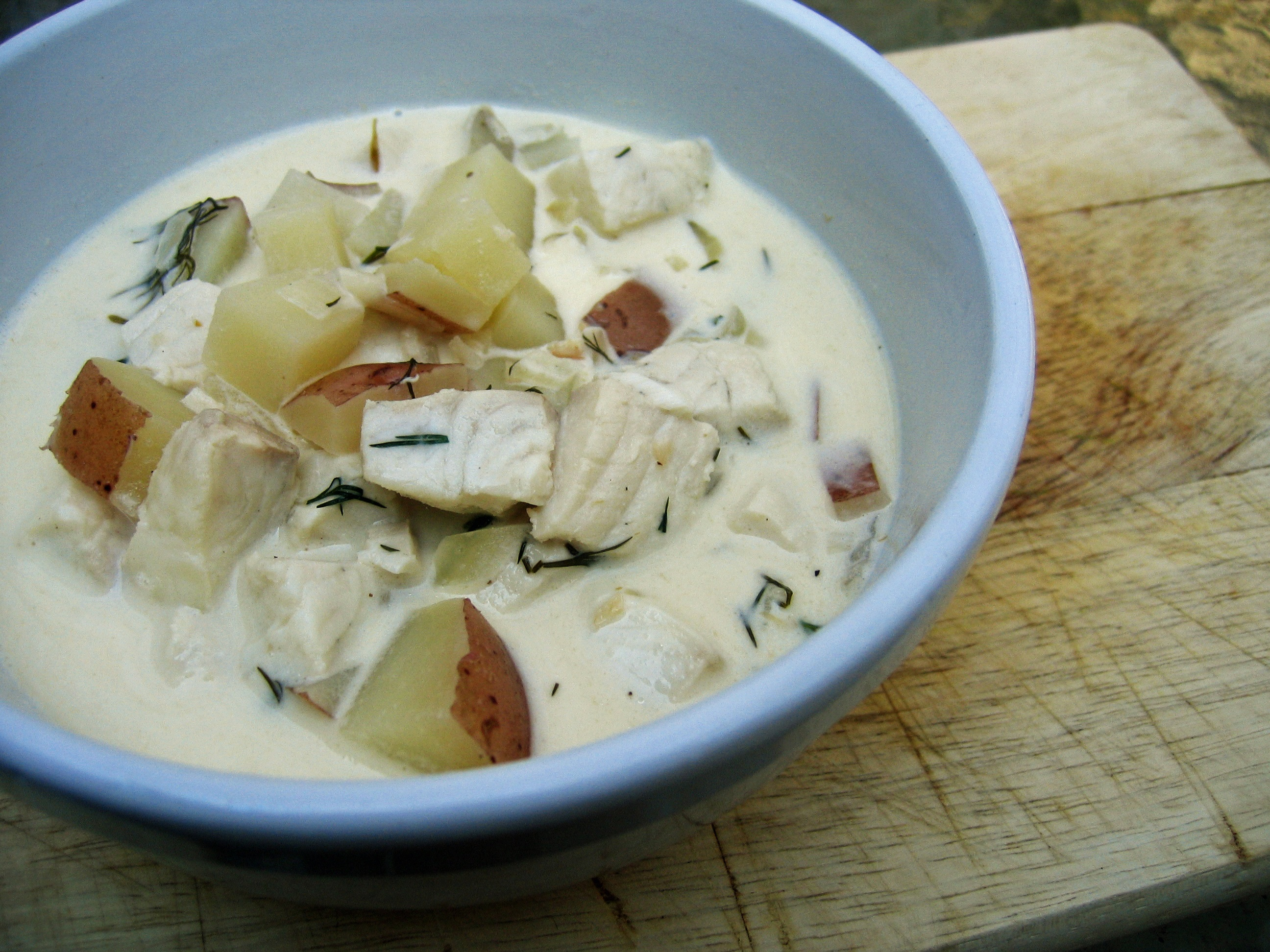
フィッシュチャウダー

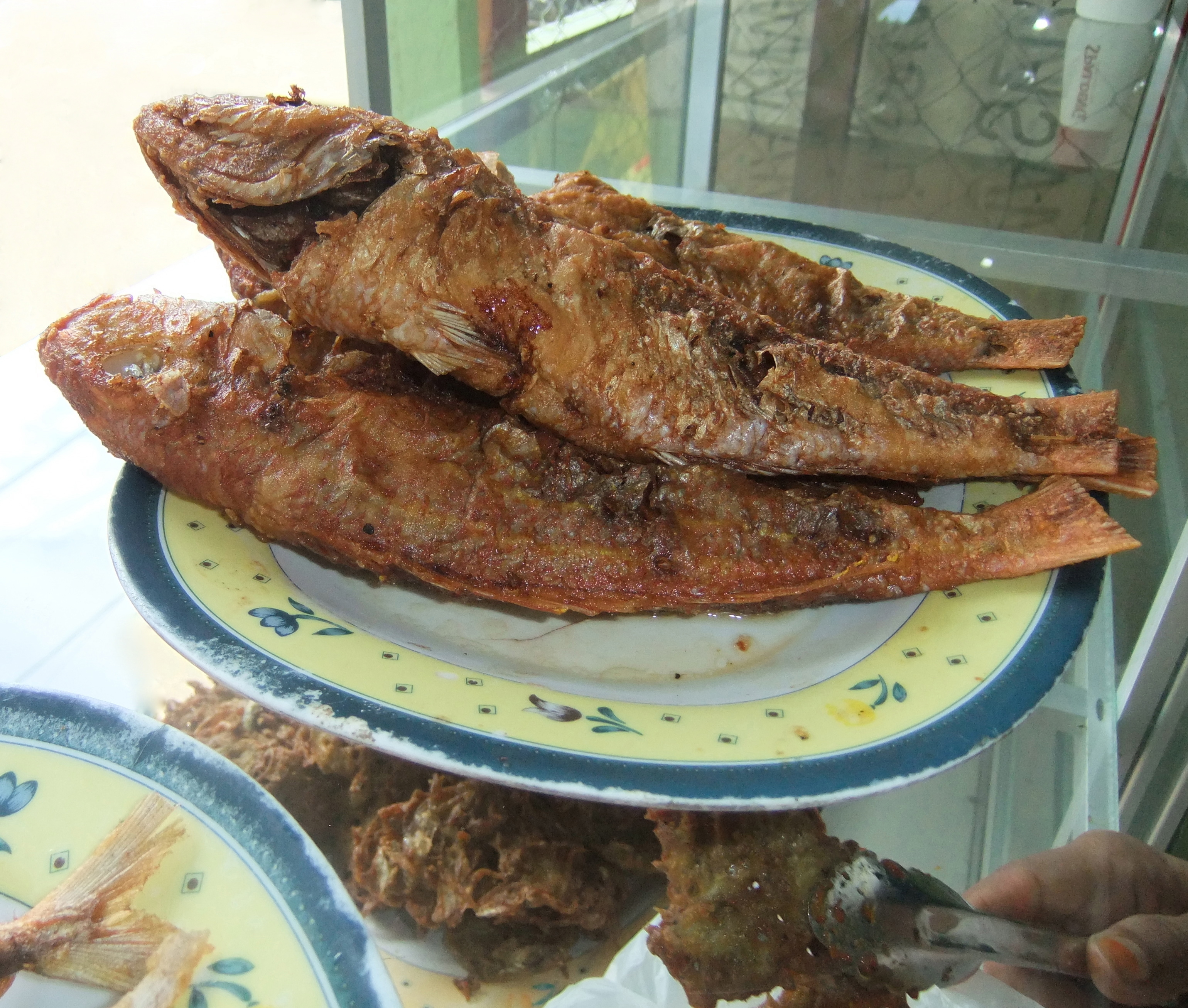
イカンゴレン

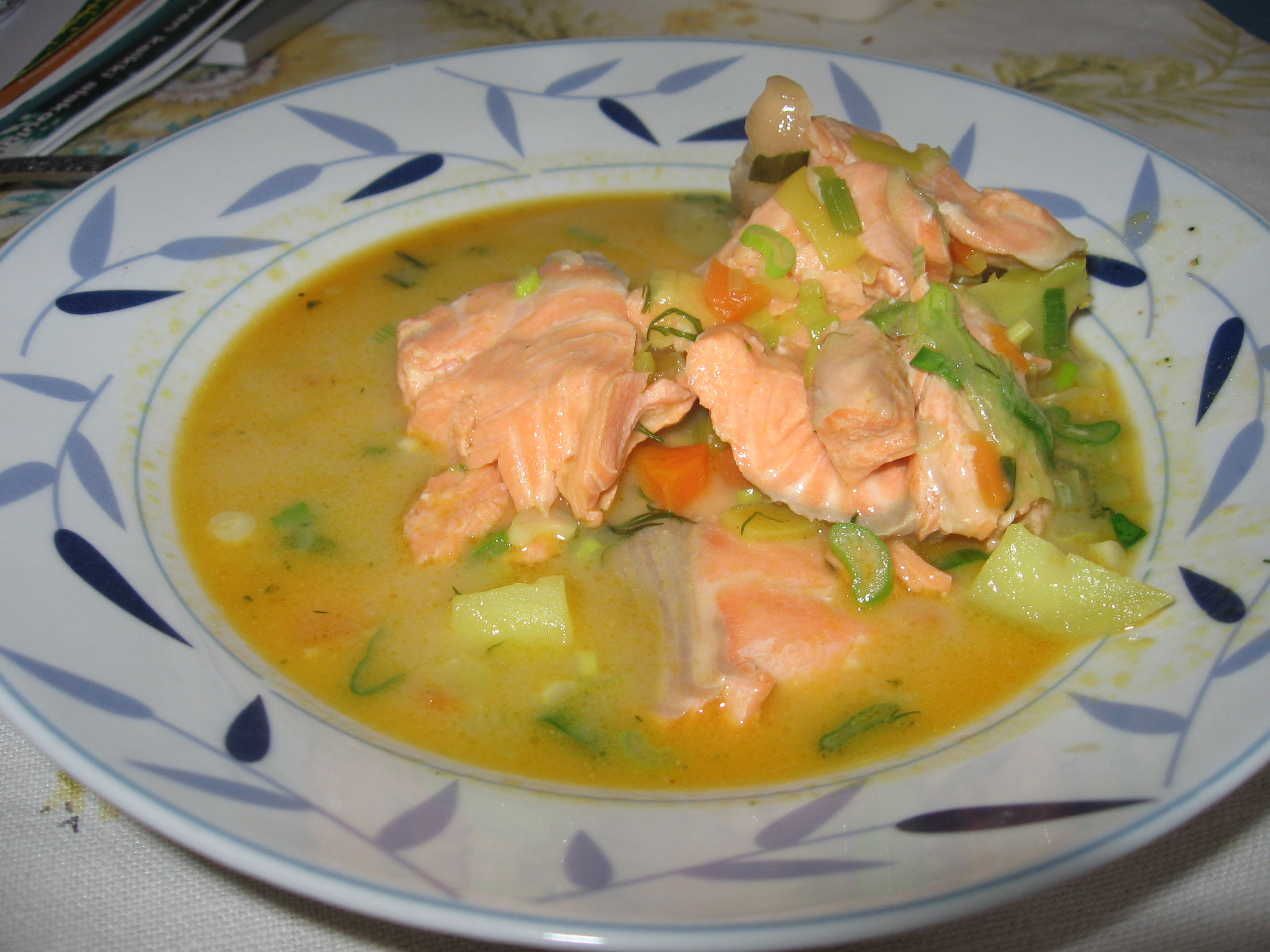
Lohikeittoは、フィンランドをはじめとした北欧諸国で一般的な料理で、サーモンの切り身、茹でたジャガイモ、リーキを主な材料とする。

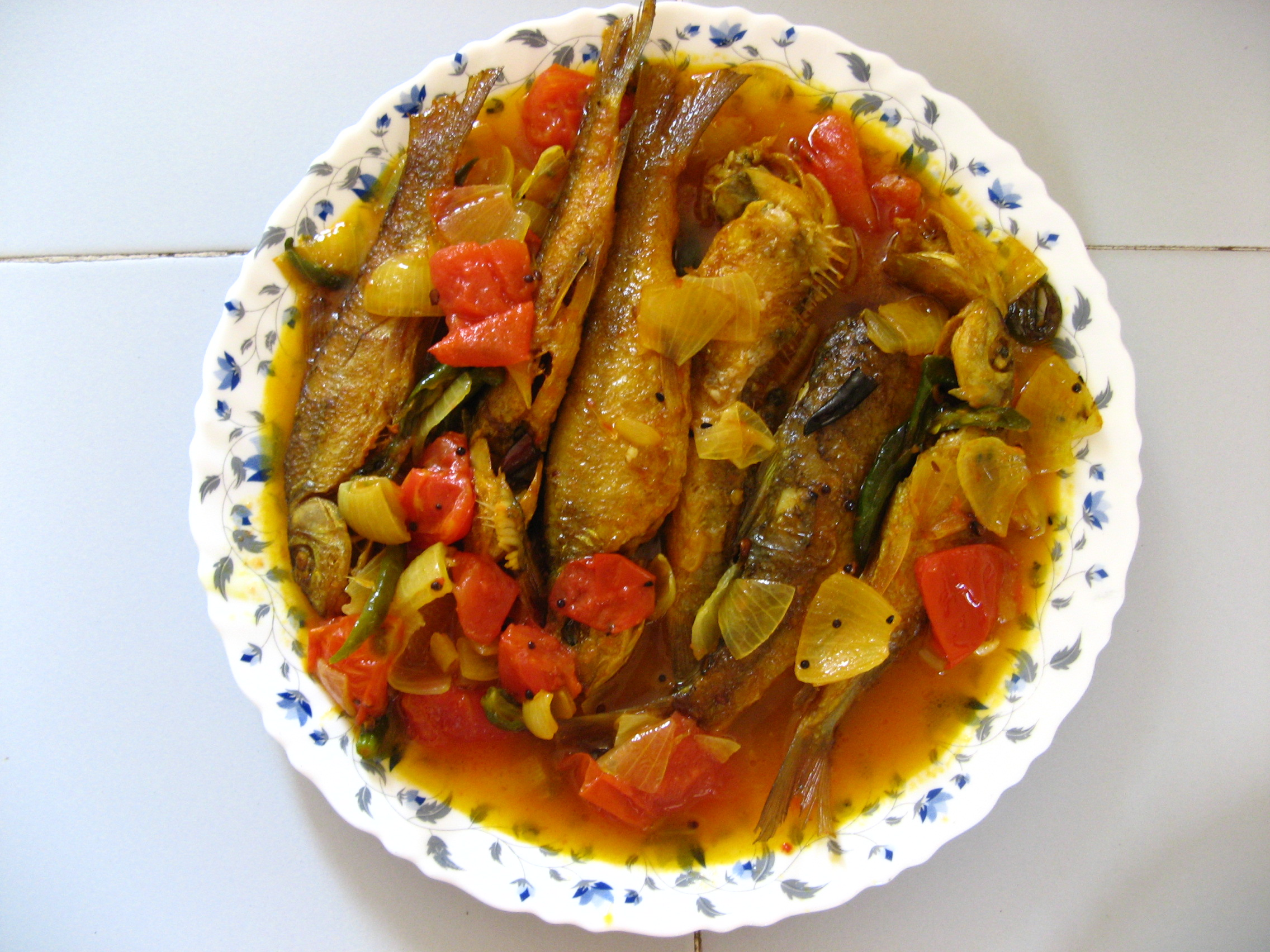
オディア様式のMachherjholは、ベンガルとオディアの伝統的な辛味のある魚のシチューである。

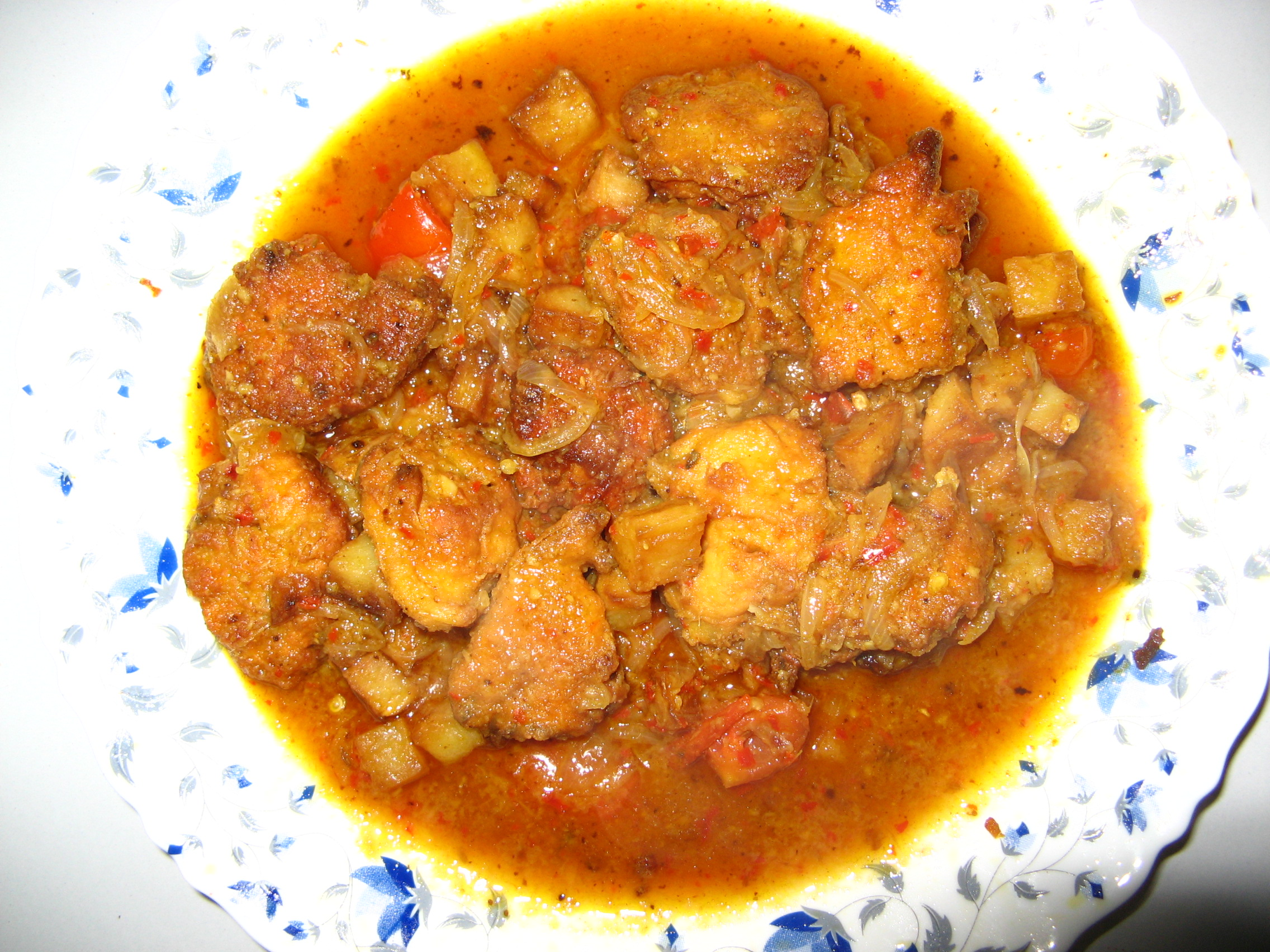
Maachha Bihanaは、オリヤー風の魚卵カレーである。

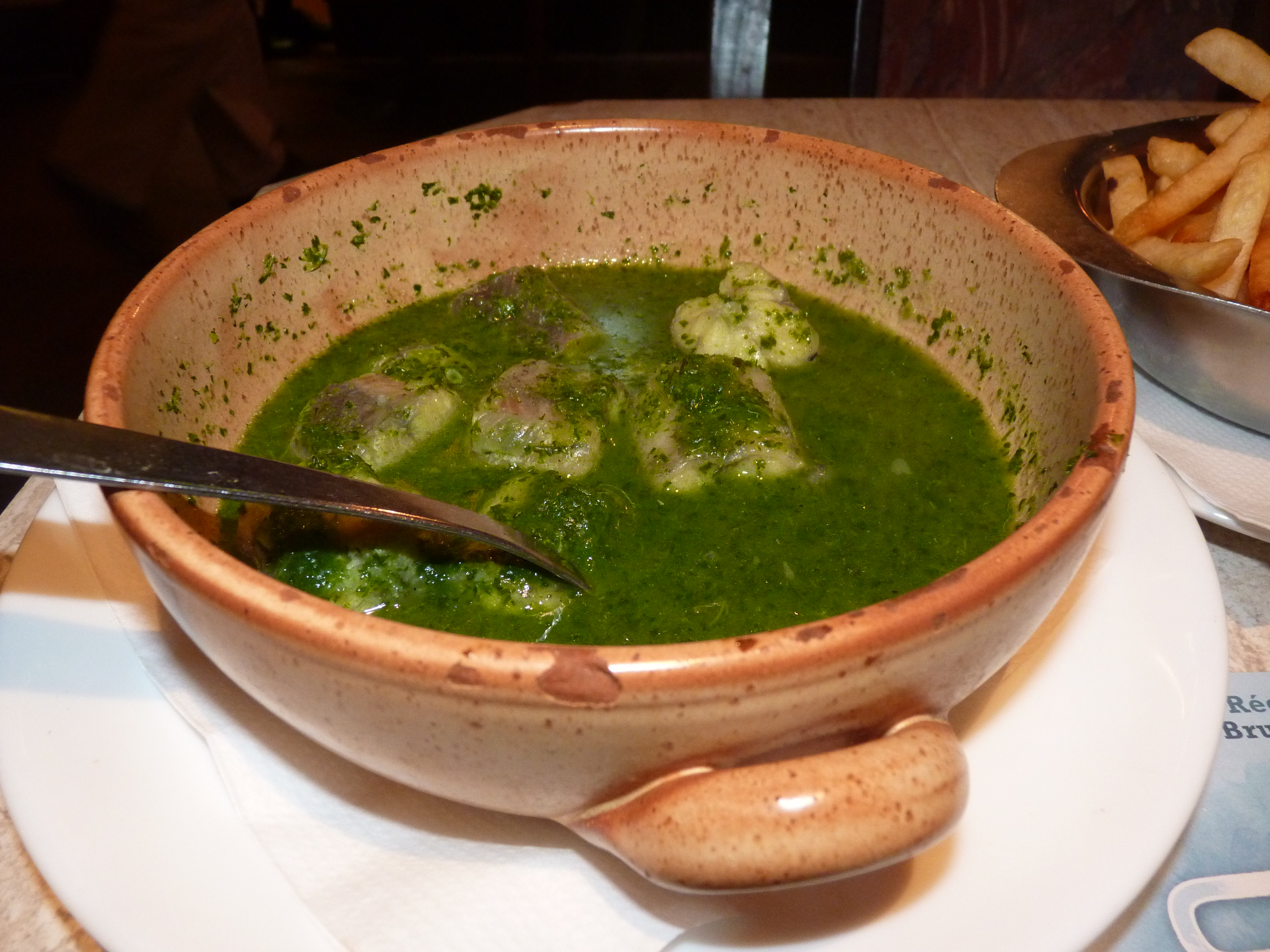
Paling in’t groen はフランダース地方の料理で、デンデルモンデ、アントワープ両都市間で、スヘルデ川沿いの地域が発祥である。オランダ語の名前（原義は「緑の鰻」）は、グリーンハーブソースの淡水ウナギを指す。

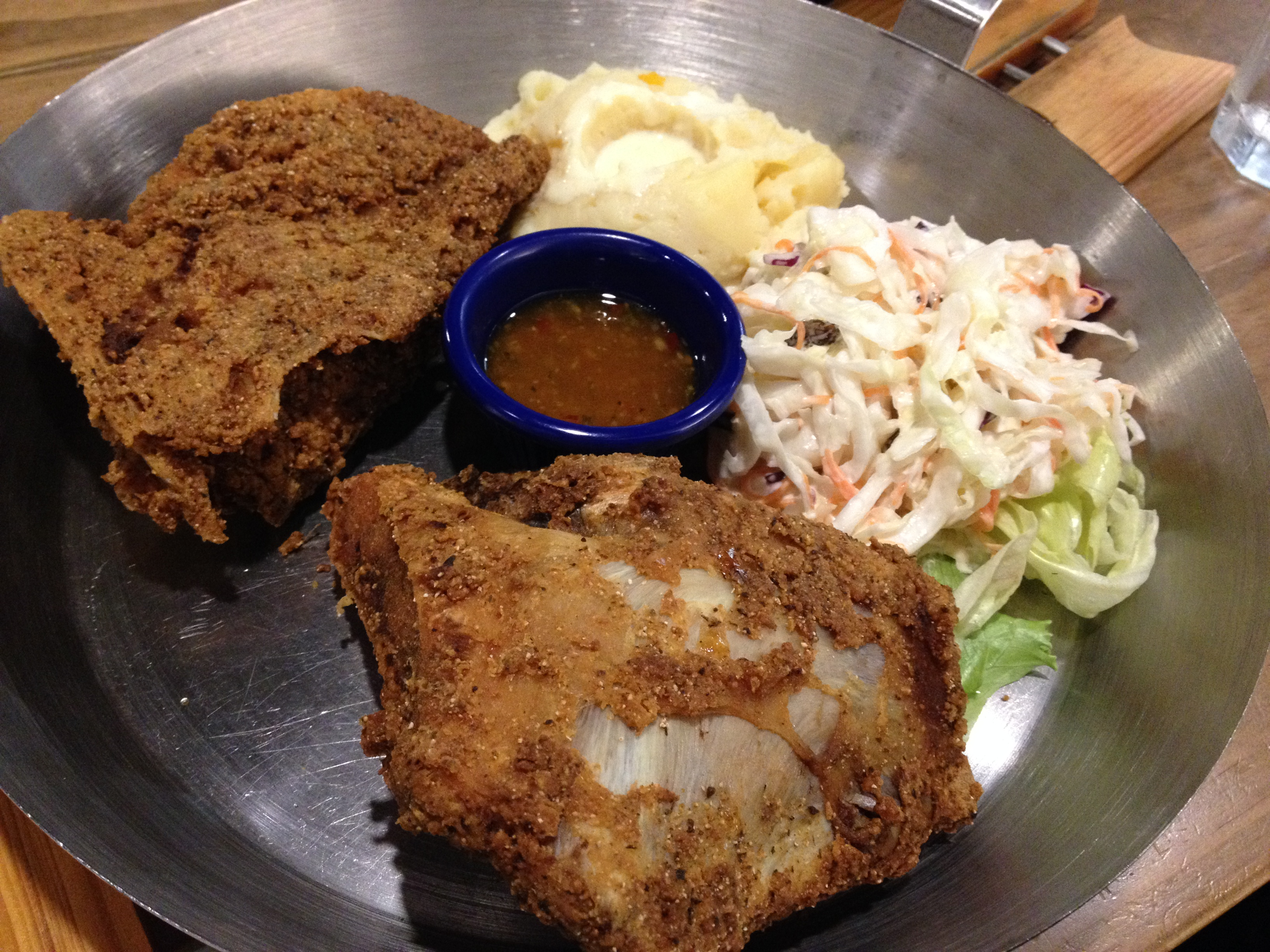
メカジキの唐揚げ

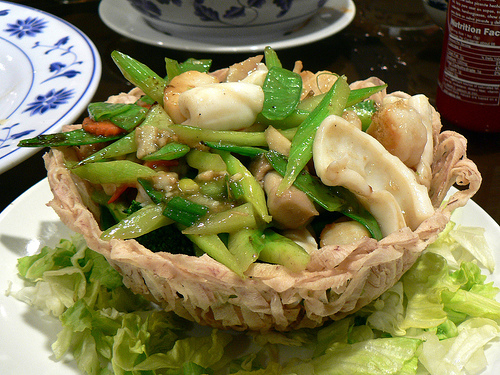
海鮮鳥の巣は、香港や中国、あるいは中華圏外のチャイナタウンにあるレストランで見られる一般的な中華料理である。

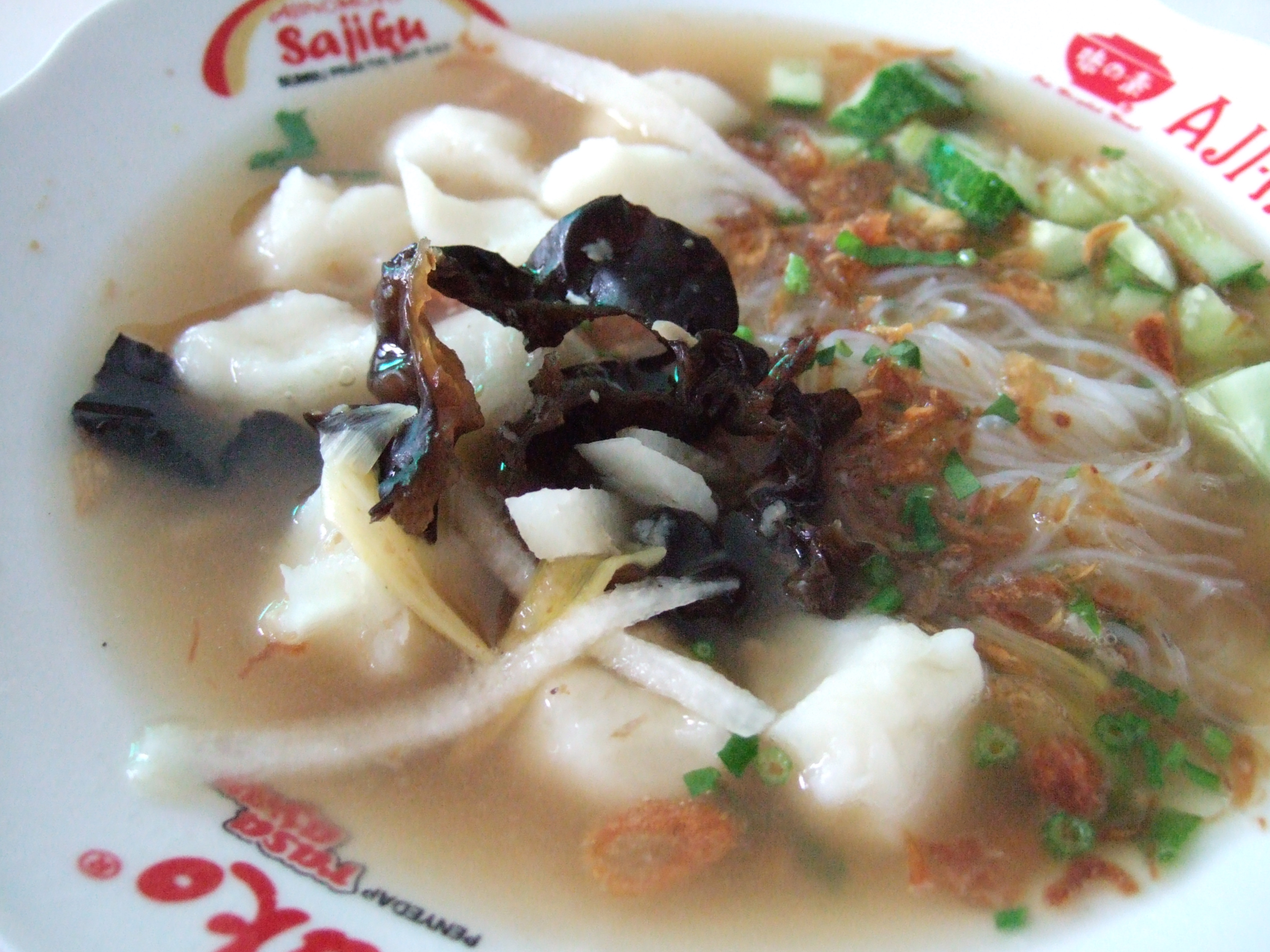
Tekwanはパレンバン（インドネシア）の魚スープ。

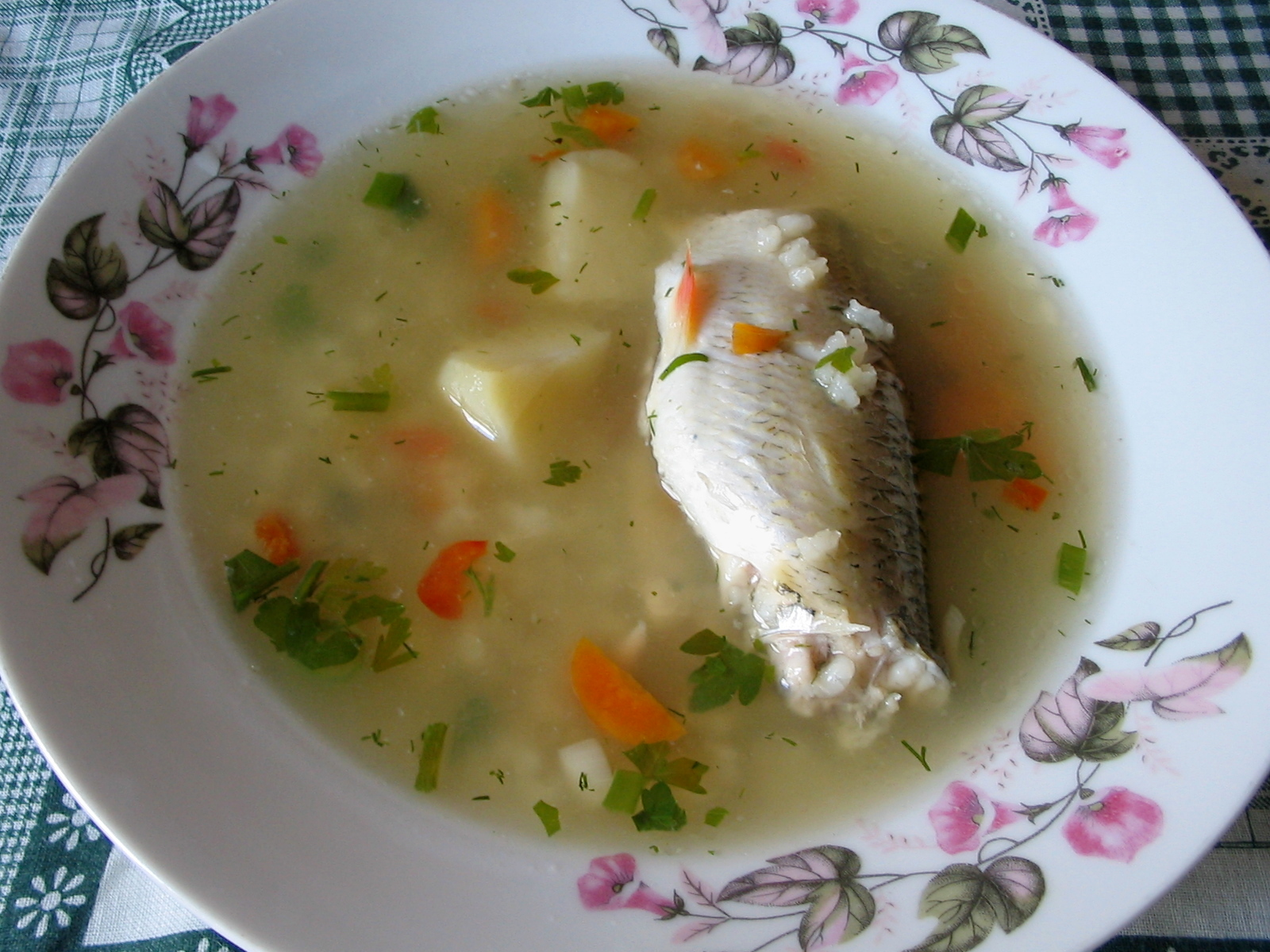
ウハは、鯛、ヨーロッパオオナマズ、ラッフなど、さまざまな種類の魚を材料とするロシアの透明なスープ。

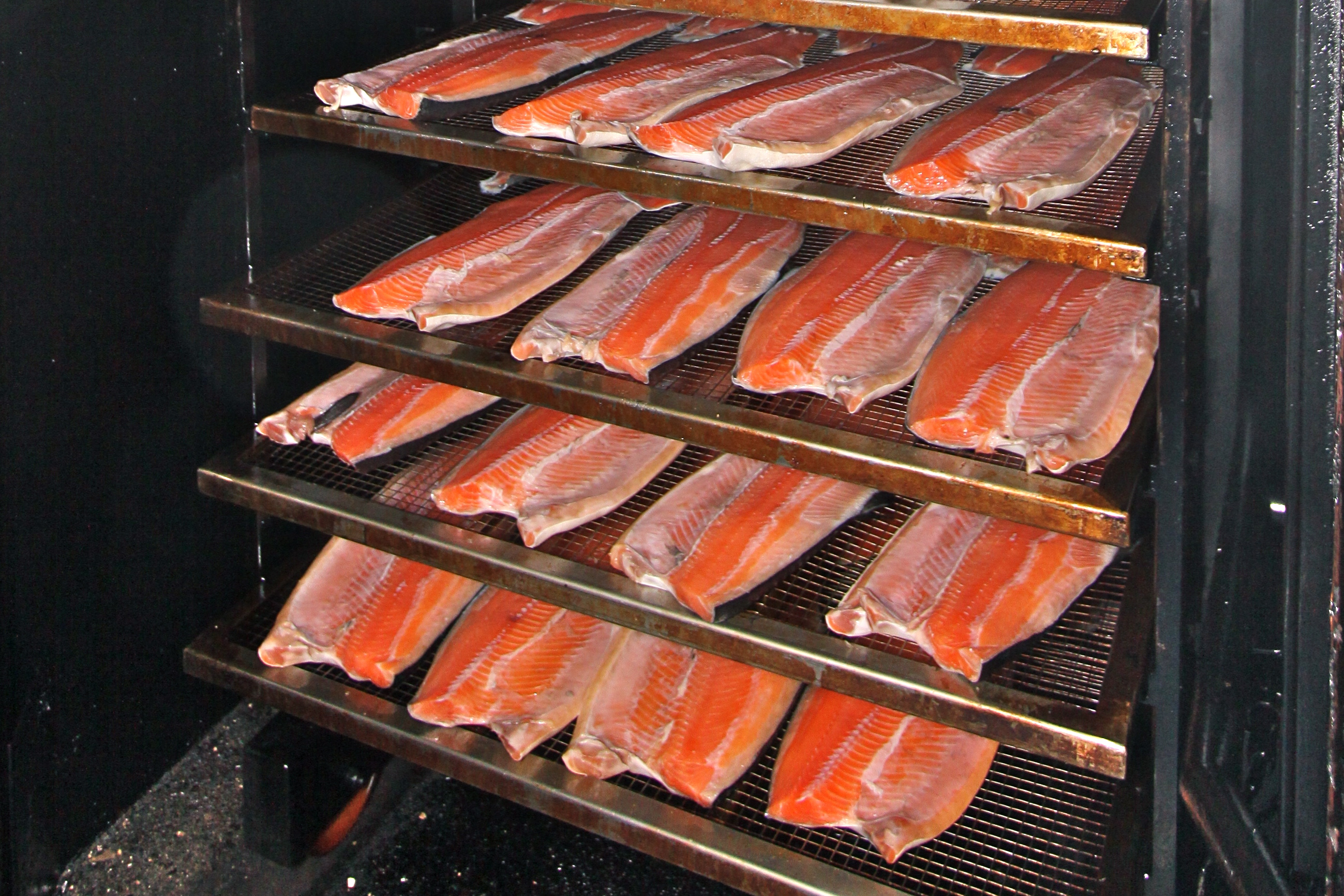
サーモン燻製場でスモークサーモンを半分にしたところ。

- Àl'amiral
- アキーアンドソルトフィッシュ
- アクアパッツア
- アグチム
- Amplang
- Arsik
- アサムペダス
- アシード

- Bacalaíto
- バカリャウアブラス
- バカリャウアゴメスデサ
- BacalhauàZédoPipo
- バカラオコムナタス
- Bacalhau com todos
- Baccalàallalucana
- バッカラアッラビセンティーナ
- バゴオンイスダ
- バンカン
- バミューダフィッシュチャウダー
- ブイヤベース
- ブルデト
- ブランデード
- ブラザリング
- ブロデット
- ブロンイスダ

- キャビークロー
- カルデイラーダ
- Caldillo de congrio
- カインチュア
- カッポン・マーグロ
- ナマズシチュー
- セビーチェ
- チェンチェダ
- チュオタン
- チョッピーノ
- クーリビアック
- Crappit heid
- カレンスキンク

- ダヒマチャ
- Daing
- ディッシュウォッシャーサーモン
- どぜう鍋
- ドレスドヘリング

- エンセボラド
- エオマンドゥ
- エスカベシュ
- エスガラット
- Esqueixada

- フィッシュブレッチェン
- フィッシュアンドブルーイス
- フィッシュアンドチップス
- つみれ
- フィッシュボイル
- フィッシュチャウダー
- フィッシュフィンガーサンドイッチ
- フィッシュヘッドキャセロール
- フィッシュヘッドカレー
- フィッシュムーリー
- フィッシュパイ
- フィッシュスープ
- フィッシュステーキ
- 海鮮タコス
- フィッシュティー
- フィッシュケーキ
- フィッシャーマンズスープ
- フィシーフ
- Ginataang isda
- ゲフィルテフィッシュ

- ヘリングスープ
- ホンオフェ
- ウアチナンゴアラベラクルザナ

- イカンバカール
- イカンゴレン
- イヌンウナン

- ヤンソンの誘惑

- ゲーン・ソム
- カカビア
- カラクッコ
- ケジャリー
- キベリング
- キニロウ
- ココトサス
- 膾

- ラウラウ
- ラヴァンギ（食べ物）
- リナパン
- リナラン
- Lohikeitto
- ロイムロヒ
- Lumpiang isda
- ルートフィスク

- マーチバジャ
- Machher Jhol
- メウンタン
- マラバルマティカレー
- マンガロリアンバングデマサラ
- マルギスペシャル
- マスグーフ
- モヒンガー
- ムケッカ

- 南蛮漬け

- 踊り食い

- Paksiw na isda
- Paling in’t groen
- パンタバート
- Paprykarzszczeciński
- パステイスデバカルハウ
- パスティラ
- パトラニマチ
- ピアパラン
- ニシンのピクルス
- ピナンガットナイスダ
- ピラカルド
- ポケ
- ポンパノアンパピヨート
- ポルトガル風アサド
- 魚のスープ
- Pudpod

- クネル

- ラクフィスク
- ロールモップス
- ランダウン

- サラダニソワーズ
- サブジポロ
- サンバルアカエイ
- サラムラ
- サルシアド
- サタ
- サテバンデン
- サヤディエ
- 海鮮鳥の巣
- サメのチャトニー
- シナンレイ
- シニガン
- スライスドフィッシュスープ
- 舌平目のムニエル
- ソルシェイリッシュ
- スタンプアンドゴー
- スターゲイジーパイ
- シュテッカルフィッシュ
- スンゲオグク
- 寿司

- Tekwan
- チェブジェン
- ティナパ
- ティラディト
- Topote
- つくね
- トムヤム

- ウハー

- フォルシュマーク

- ワーテルゾーイ

- ヤッサ
- 陰陽魚

- BCロール
- 硬化サーモン
- グラブラックス
- ロミロミサーモン
- ロックス
- ルイベ
- サーモンバーガー
- サーモンパイ
- スモークサーモン
- スモークサーモンのチーズケーキ
- 鉄火丼
- ユシェン

### マグロ料理

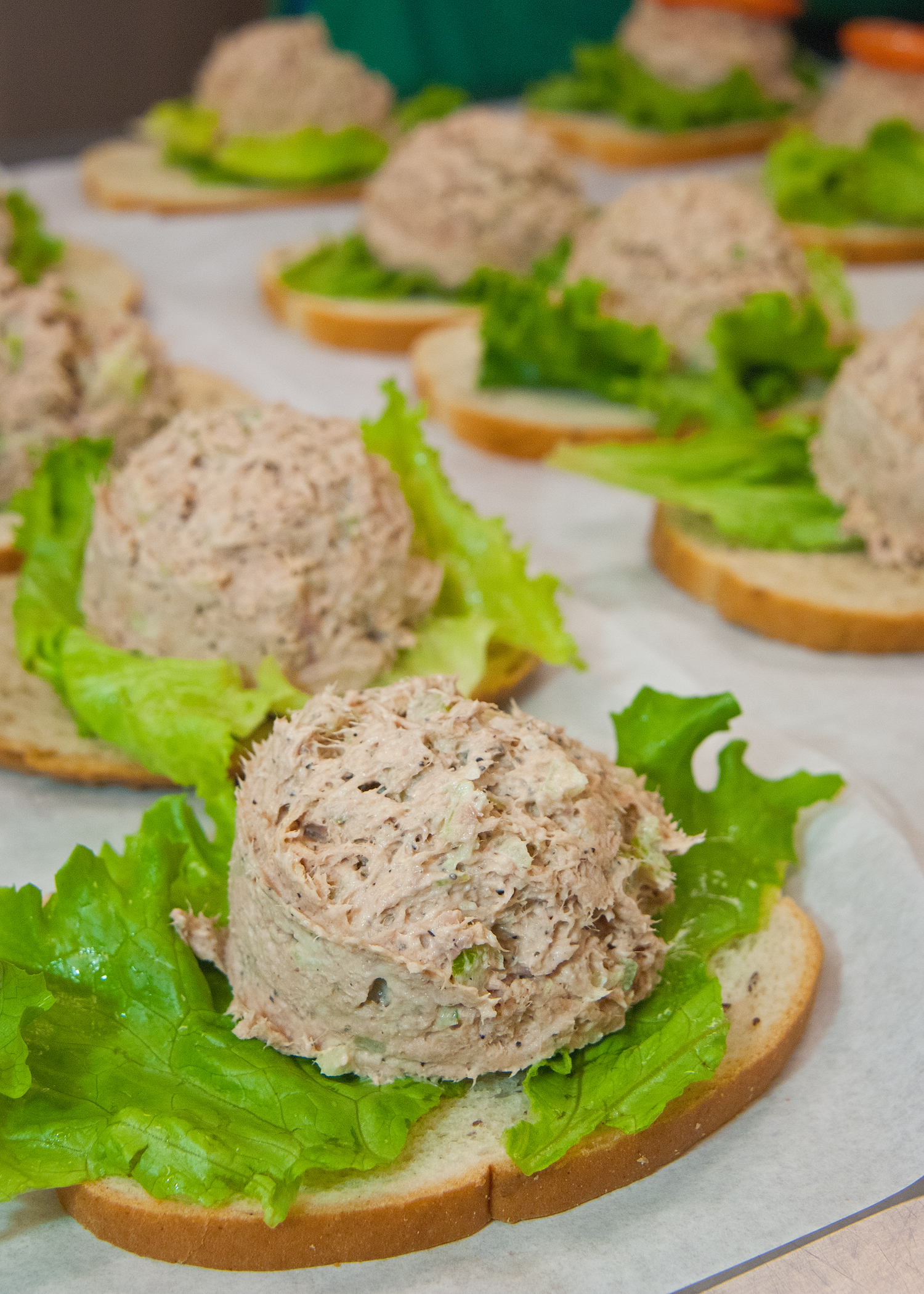
マグロのサンドイッチ

- カカランフーフ
- ガルディヤ
- グラー
- モルジブフィッシュ
- マスフニ
- マスリハ
- リハークル
- 鉄火丼
- ツナキャセロール
- マグロのサンドイッチ
- マルミタコ
- ツナサラダ

## ギャラリー

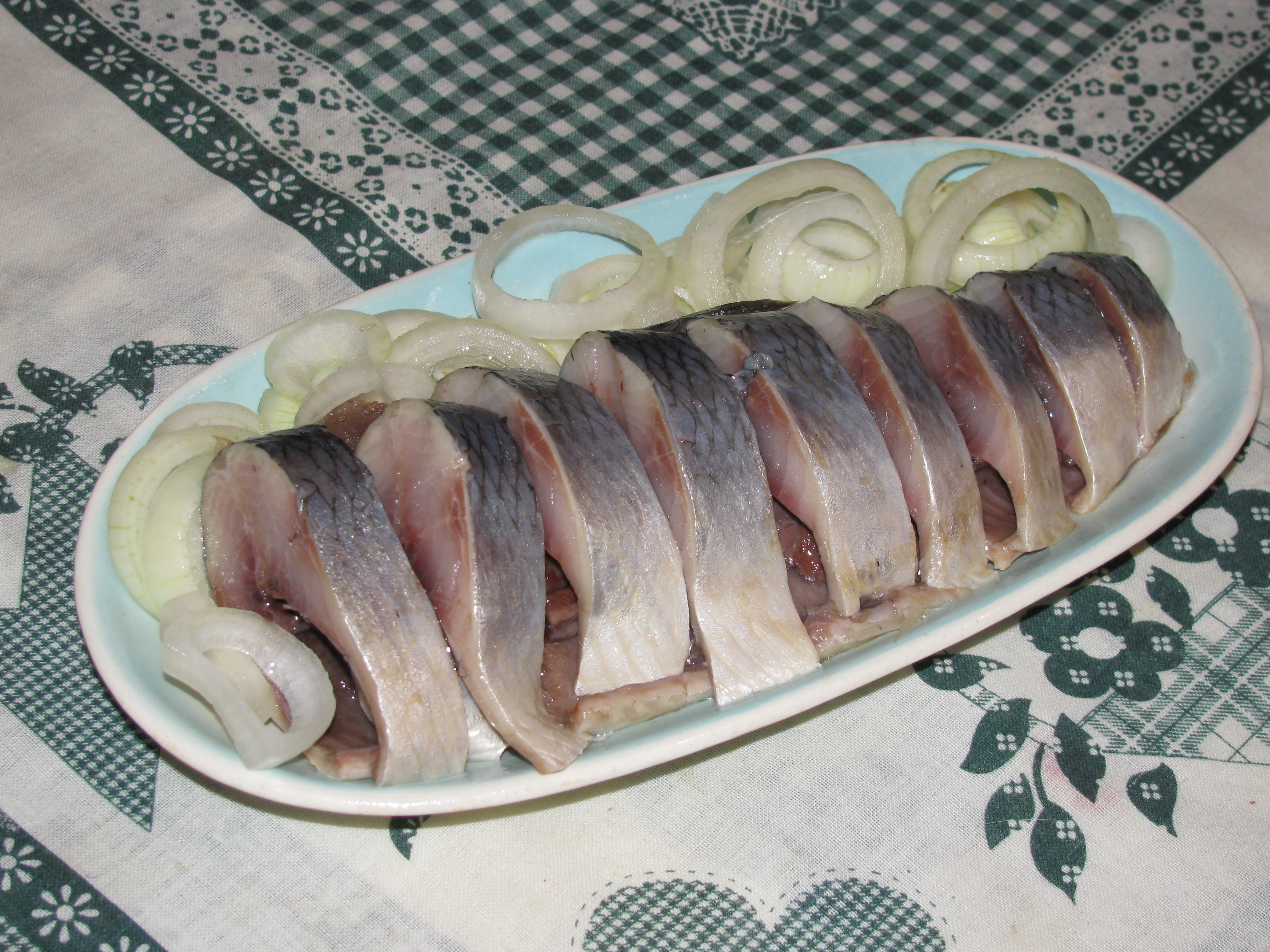
玉ねぎとニシンのピクルス
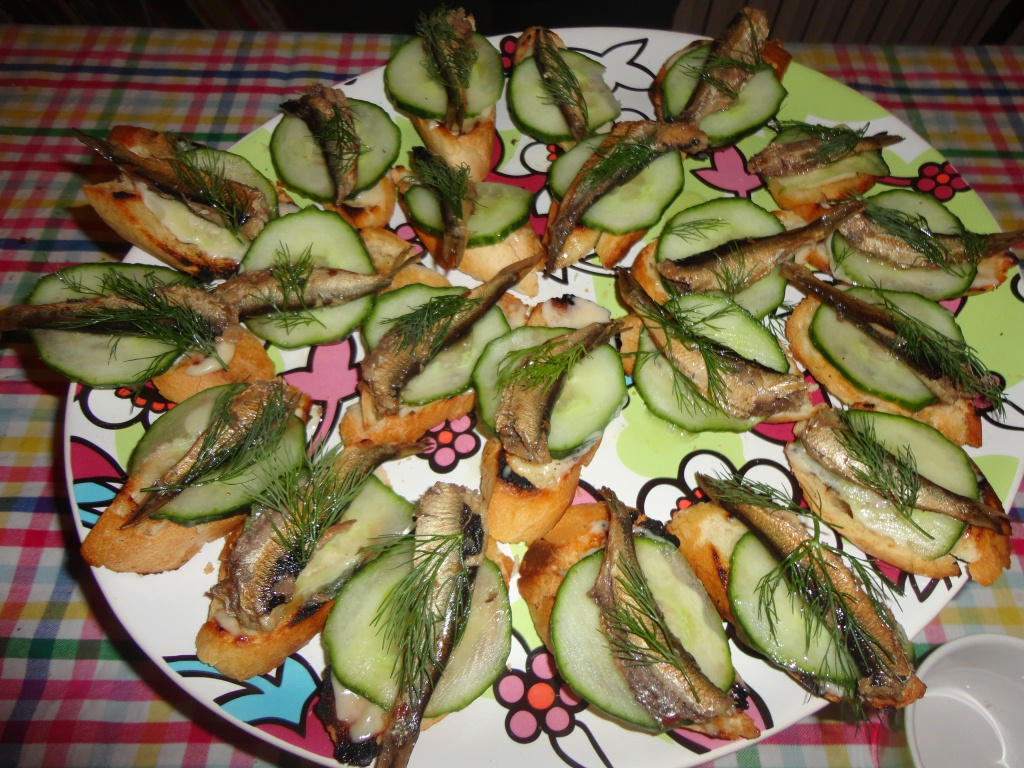
カナッペスモーク
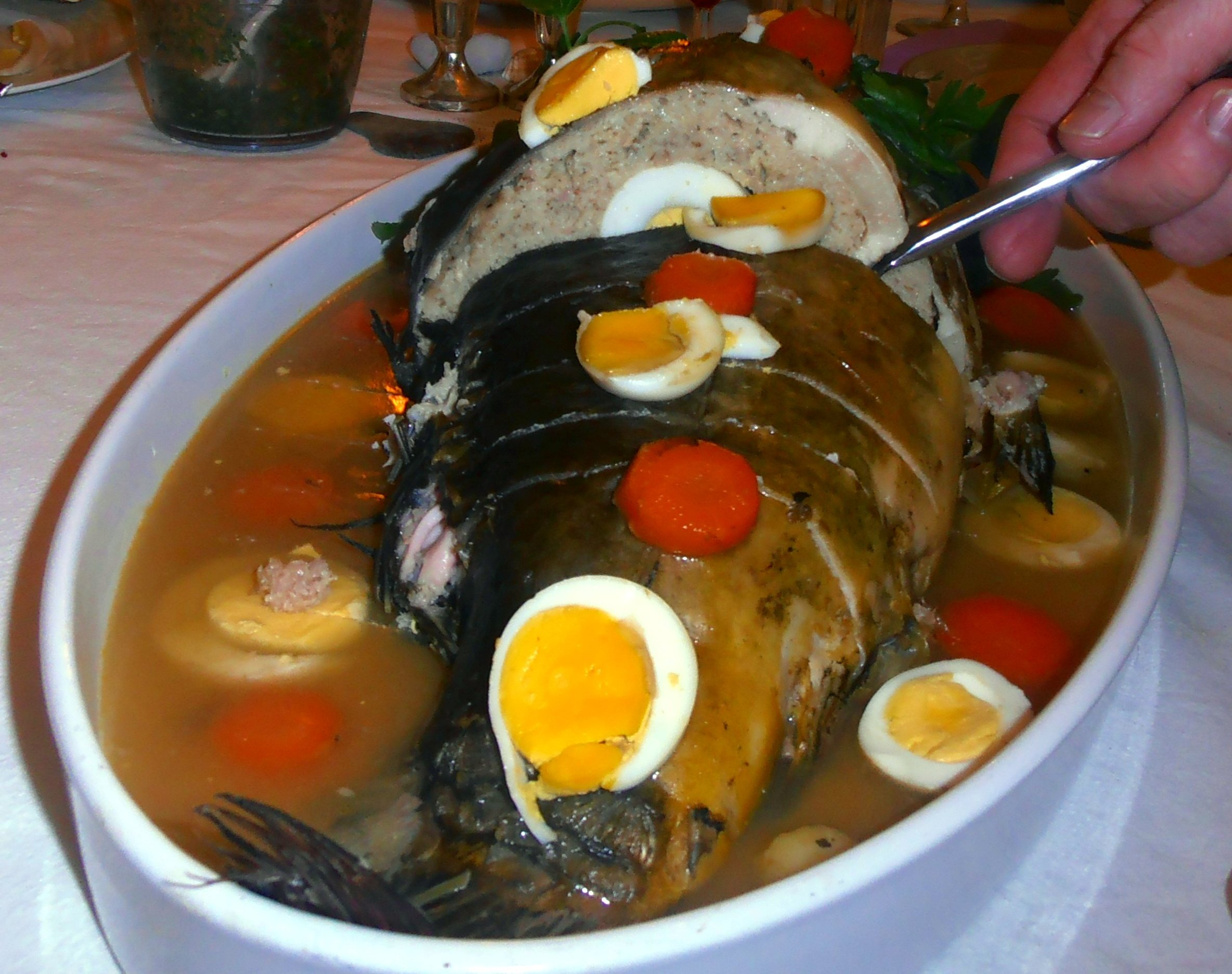
ゲフィルテフィッシュ
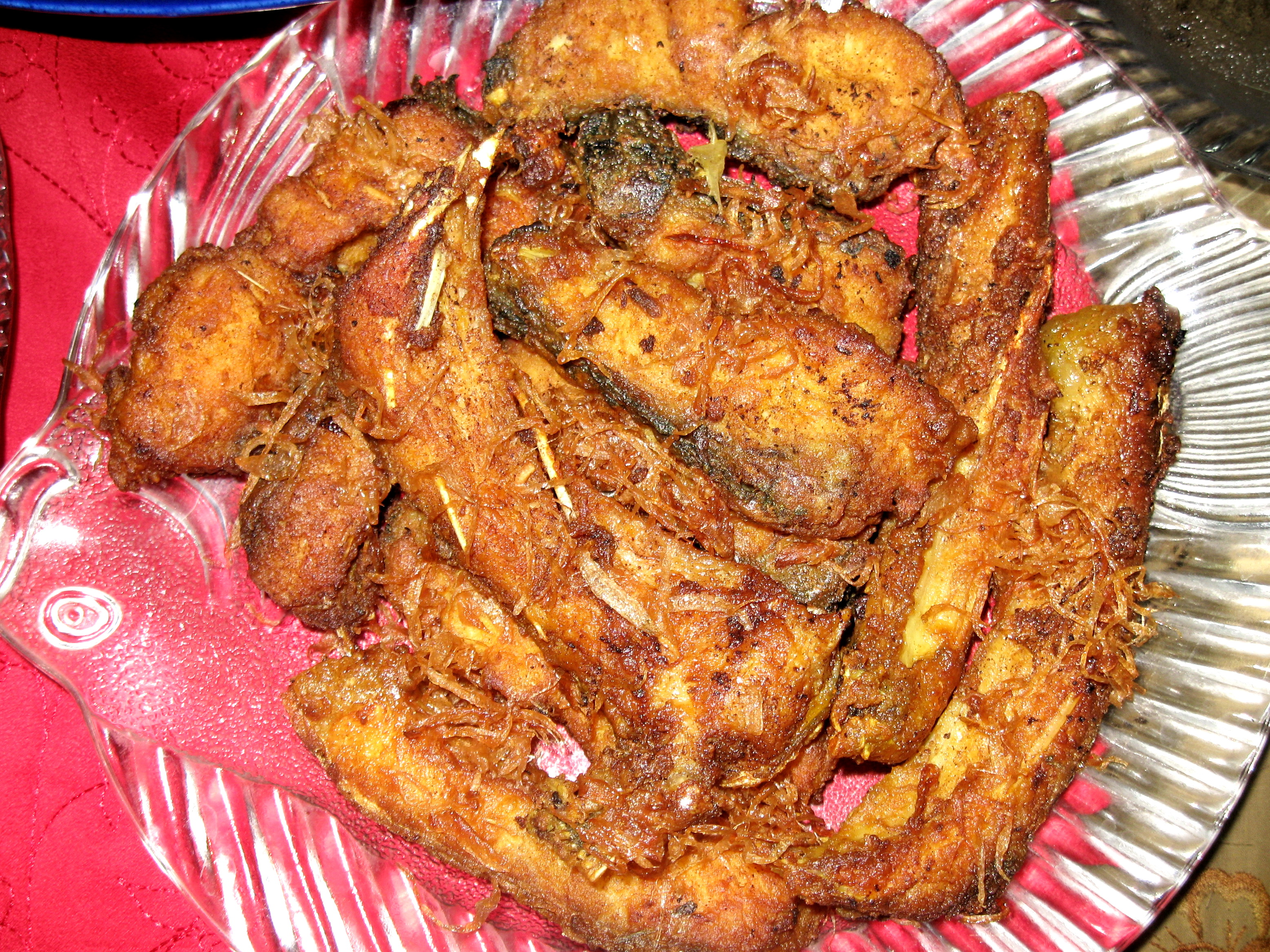
バングラデシュのダッカで。揚げたルイ
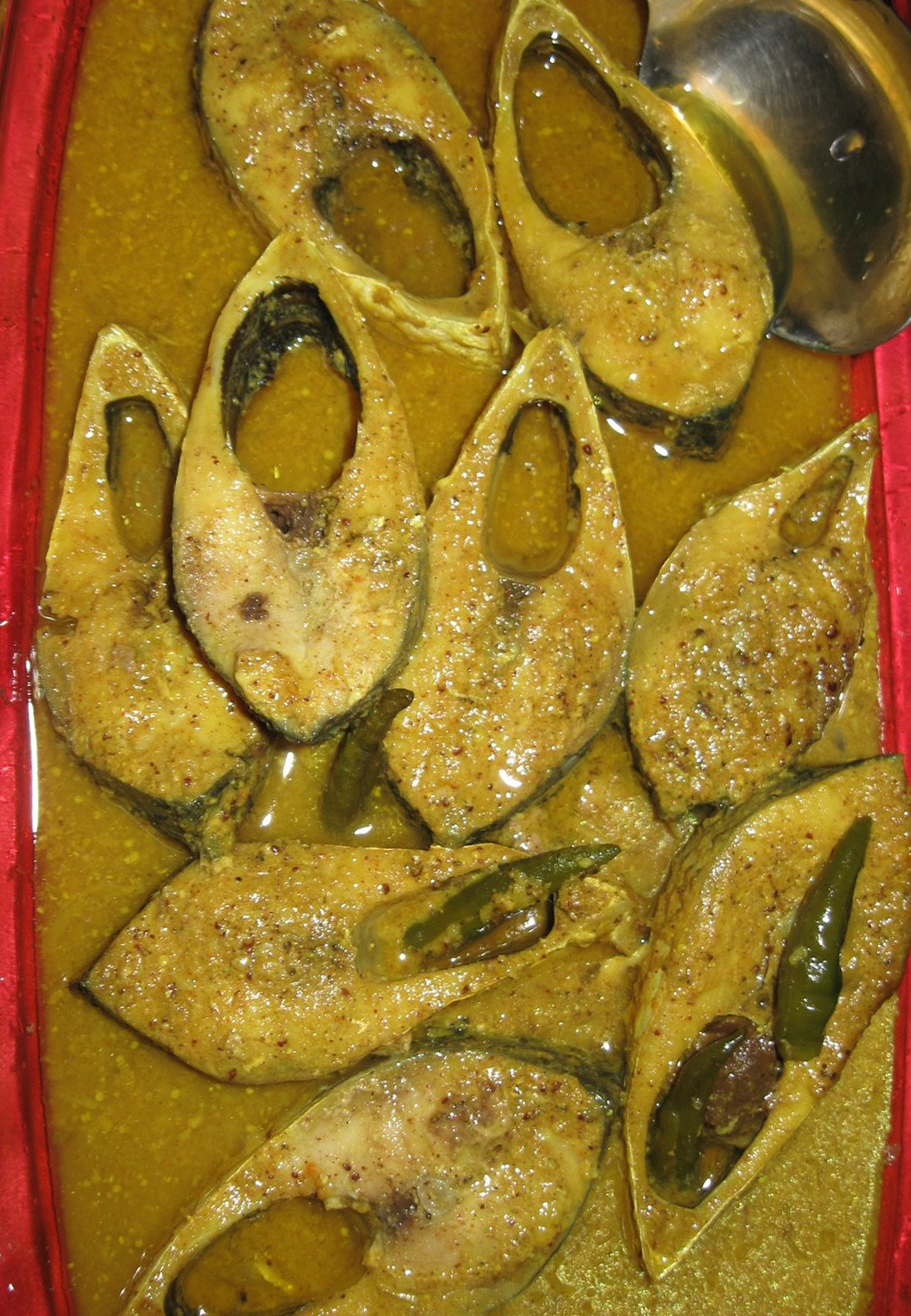
ソルシェイリシュと燻製イリシュのマスタードシードペーストは、バングラデシュ料理やベンガル料理では重要な料理である。